# Marcel Novák
Marcel Novák (* 12. června 2002 Michalovce) je slovenský fotbalový záložník a bývalý mládežnický reprezentant, od léta 2025 hráč Opavy.

## Klubová kariéra
Svou kariéru začal v rodných Michalovcích, kde byl kmenovým hráčem příštích 9 let, poslední dva roky však strávil na hostováních v Žilině a Košicích.

### FC Košice
V létě 2020 natrvalo přestoupil do Košic. V áčku debutoval v prvním kole proti Liptovskému Mikuláši, odehrál pouze jednu minutu. Premiérovou branku vstřelil 23. září 2020 proti rezervě bratislavského Slovanu, kdy v 91. minutě zvýšil na konečný stav 3:0. V Košicích do zápasů nastupoval povětšinou z lavičky, za 4 roky v klubu nastoupil celkem do 44 utkání, vstřelil 3 branky.

### FK Slavoj Trebišov (hostování)
Sezonu 2022/23 a podzim 2023/24 strávil na hostování v druholigovém Trebišově. Během dvaačtyřiceti zápasů se dokázal čtyřikrát gólově prosadit.

### 1. FC Slovácko
V únoru 2024 byl představen jako posila rezervy Slovácka. V třetí lize nastoupil do 17 zápasů, po jedné brance se zvládl prosadit proti Hodonínu a béčku Zlína. Debut v nejvyšší soutěži zaznamenal 26. května 2024 při prohře 0:6 s Baníkem Ostrava, kdy v 85. minutě střídal záložníka Trávníka.

### MFK Vyškov
Dne 19. července 2024 podepsal ve Vyškově. Vyškovu napomohl k třetímu místu a následné baráži, kde mančaft z Hané podlehl pražské Dukle. Jedinou branku v dresu Vyškova vsítil 25. května 2025 proti Prostějovu, kdy v 37. minutě otevíral skóre zápasu, který skončil vítězstvím Vyškova 2:0.

### SFC Opava
V červnu 2025 podepsal dvouletý kontrakt v Opavě.

## Reprezentační kariéra
Novák je taktéž bývalý mládežnický reprezentant Slovenska, nastoupil do dvou zápasů v kategorii U17. Pozvánku obdržel i do kategorie U19, start si však nepřipsal.